# Смердье (река)
Смердье — река в России. Протекает по территории Приморского и Холмогорского районов Архангельской области. Длина реки составляет 11 км.
Берёт начало из озера Смердье, лежащего на высоте 14,7 метра над уровнем моря среди лесов. Течёт, петляя, в общем северо-восточном направлении. Устье реки находится в 15 км по левому берегу рукава Северной Двины Мечка в заливе Юрмола у юго-восточной окраины деревни Чевакино.
Ширина реки в среднем течении — 31 метр, глубина — 1,5 метра.
Крупнейший приток — Брусовица (дл. 68 км).

## Данные водного реестра
По данным государственного водного реестра России относится к Двинско-Печорскому бассейновому округу, водохозяйственный участок реки — Северная Двина от впадения реки Вага и до устья, без реки Пинега, речной подбассейн реки — Северная Двина ниже места слияния Вычегды и Малой Северной Двины. Речной бассейн реки — Северная Двина.
Код объекта в государственном водном реестре — 03020300412103000039371.